# سالمترول
سالمترول (به انگلیسی: Salmeterol)
رده درمانی: داروهای مقلد سمپاتیک
اشکال دارویی: افشانه

## موارد مصرف
- درمان آسم و سایر موارد اسپاسم برگشت پذیر مجاری تنفسی به عنوان برونکودیلاتور.

## مکانیسم اثر
سالمترول یک مقلد سمپاتیکی با اثر مستقیم است که فعالیت تحریکی بتا-آدرنوسپتور و فعالیت انتخابی نسبت به گیرنده‌های بتا-۲ دارد (یک آگونیست بتا۲می باشد). به صورت استنشاقی به عنوان یک گشادکننده برونش عمل می‌کند. ظهور عملکرد بعد از ۱۰ تا ۲۰ دقیقه می‌باشد اما ممکن است اثر کامل آن تا تجویز منظم چندین دوز ظاهر نشود. بر خلاف آگونیست‌های کوتاه اثر بتا-۲ مانند سالبوتامول) سالمترول برای فرونشاندن علایم در یک حمله حاد برونکواسپاسم مناسب نمی‌باشد. این دارو طولانی اثر با طول مدت فعالیت حدود ۱۲ ساعت است و در مواقع نیاز به تجویز یک آگونیست طولانی اثر بتا-۲ مثلاً در انسداد برگشت پذیر پایدار راه‌های هوایی مثلاًدر آسم مزمن یا در بیمارانی که مبتلا به بیماریهای مزمن انسدادی ریه هستند مفید واقع می‌شود. ممکن است در موارد حملات آسم شبانه و حملات آسم در اثر فعالیت سودمند باشد. البته در این موارد استفاده از آگونیست‌های کوتاه اثر بتا-۲ و درمان ضد التهاب کورتونی می‌بایست ادامه یابد.

## میزان مصرف
سالمترول به فرم xinafoate مصرف می‌شود و دوزهای تجویزی بر حسب مقادیر معادل سالمترول بیان می‌شوند. ۴۵/۱ میکروگرم salmetrol xinafoate تقریباً معادل با یک میکروگرم سالمترول می‌باشد. دوز معمول ۲ دم سالمترول ۲۵ میکروگرمی به میزان دو بار در روز از مهپاش (افشانه) می‌باشد و در صورت لزوم تا ۱۰۰ میکروگرم ۲ بار در روز می‌تواند استنشاق گردد. متناوباً ممکن است مصرف فرم پودر خشک به میزان ۵۰ میکروگرم استنشاقی یا در صورت لزوم ۱۰۰ میکروگرم، ۲ بار در روز استفاده شود. در مورد کودکان ۴ سال تمام و بالاتر می‌توان دوز ۵۰ میکروگرم سالمترول استنشاقی، ۲ بار در روز تجویز کرد.

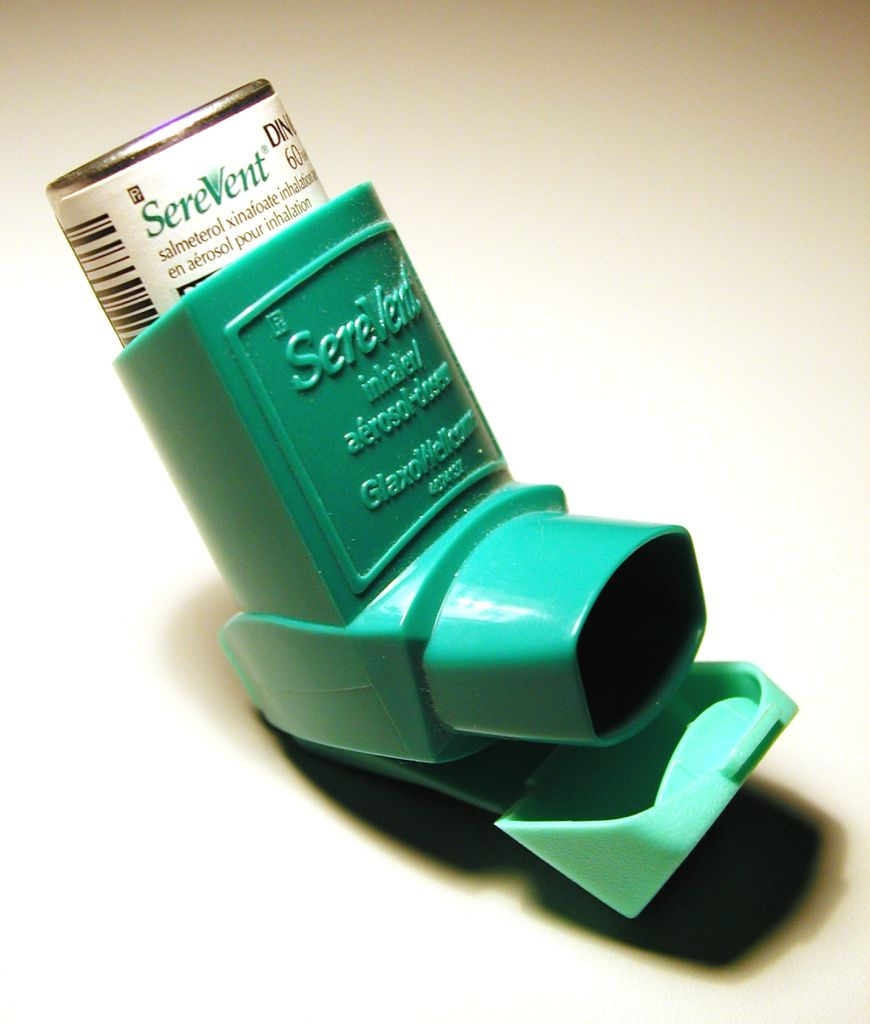
مهپاش سالمترول

## عوارض جانبی
استنشاق سالمترول ممکن است با برونکواسپاسم پارادوکس مرتبط باشد و در بیمارانی که تا به حال کورتیکواستروئید استنشاقی دریافت نکرده‌اند نباید مصرف شود. آگونسیت‌های بتا-۲ با اثر طولانی مثل سالمترول جهت درمان برونکواسپاسم حاد یا در بیمارانی که آسم آن‌ها بدتر شده‌است مناسب نیستند.